# 赤い公園
赤い公園（あかいこうえん）は、日本のガールズロックバンド。2010年に結成され、2021年に解散した。所属事務所はソニー・ミュージックレーベルズ。レコードレーベルはエピックレコードジャパン。公式ファンクラブは「赤すぎる公園」。

## 概要

### 結成までの経緯
藤本と歌川が友人たちと始めたバンドに、脱退したボーカルに代わり同級生の佐藤が加入。その後、ギターも辞めたため、サポートメンバーとして津野が加入した。オリジナルメンバーは皆、東京都立東村山西高等学校軽音楽部出身。
当初、東京事変やチャットモンチー、土屋アンナ、GO!GO!7188などをコピーしていたが、当時から作曲をしていた1学年上の津野の加入により、オリジナル楽曲の演奏をするようになる。
バンド名は「怪獣公園」にする予定だったが既に使われていたため「赤い公園」となった。

### 音楽性と楽曲
作詞・作曲の大部分をギターの津野が担当、ベースの藤本も一部の楽曲を手掛けている。音楽プロデュースは1stアルバム『公園デビュー』において全曲津野が行うが、2ndアルバム以降は會田茂一、亀田誠治、島田昌典、蔦谷好位置等が参加している。
作曲の多くでは、吹奏楽経験もある津野が、クラシックや現代音楽のスコアを参考にしたりしながら、ポップスやロックのセオリーでは不協和音になる音をあえて使ったり、カウンター・メロディーを入れたりと、様々な試みをしている。ギターで曲を考えるのが苦手であり、ピアノで全部のパートを作ってからそれを無理矢理ギターで演奏している。
楽曲制作の基本として、まず津野が歌・ベース・ドラム・シンセサイザーを入れたデモ音源を作る。デモの段階ではアレンジはあまり固めず、ほとんど打ち込みで作られたバンド・サウンドとはかけ離れた形で上がってくるので、それをバンド全員でアレンジするという方法を取っている。音楽の好みがはっきりしていて専門外のことはよく知らない他の3人と一緒に仕上げることによって、アンバランスでありながら普通の人も聴けるポップスになる。そしてその歪さが耳に引っかかるフックとなり、赤い公園の音楽を特徴付けている。
レコーディングでは極力オートチューンを使わないようにしているので、歌の音程が多少ずれても補正せずにいる。
津野自身は「ジャンルがかちっと決まっているバンドが多いシーンの中で、限りなく、とてつもなく自由でいたいんです。だから、方向性を決めないというのが方向性ですね」「今まで色んな音楽を聴いてきた中で、やりたい音楽がごちゃ混ぜになっているんですよね。一番好きなアーティストを訊かれたりすると困るし、"こういうバンドが好きなのかな?"と想像してくれるとうれしい」と述べている。

### 評価
音楽雑誌『MARQUEE』の編集長、MMMatsumoto（松本昌幸）は、インディーズ時代から赤い公園の作曲力、構成力（アレンジ力）、演奏力を高く評価している。月刊音楽雑誌『ミュージック・マガジン』は、赤い公園の音楽性と楽曲について、「ハードコアとポスト・ロックとトイ・ポップと昭和歌謡が溶け合うことなく混在する音楽性は、あまりにも雑多で乱脈。ほとんどの曲が3分以内だが、1曲に込められた情報量は多く、変則的な構成や目まぐるしい展開で聴き手を撹乱・幻惑させる」「独創的で複雑なアレンジ」と批評している。

### 衣装
ステージやアーティスト写真では、メンバー全員が白装束を纏っている。その理由について津野は「なんとなく演奏が上手く見えそうだし、ステージの照明にも映えるかな?って。衣装があったほうが気合いが入るし、そもそも普段着には自信がなくて（笑）」と語っている。また、ステージや音を含めてトータルで表現するためという意味も込められている。2017年以降は、白装束をやめ、ラフな格好が中心となっており、ボーカルが佐藤から石野に変わって以降も継続している。

## 来歴

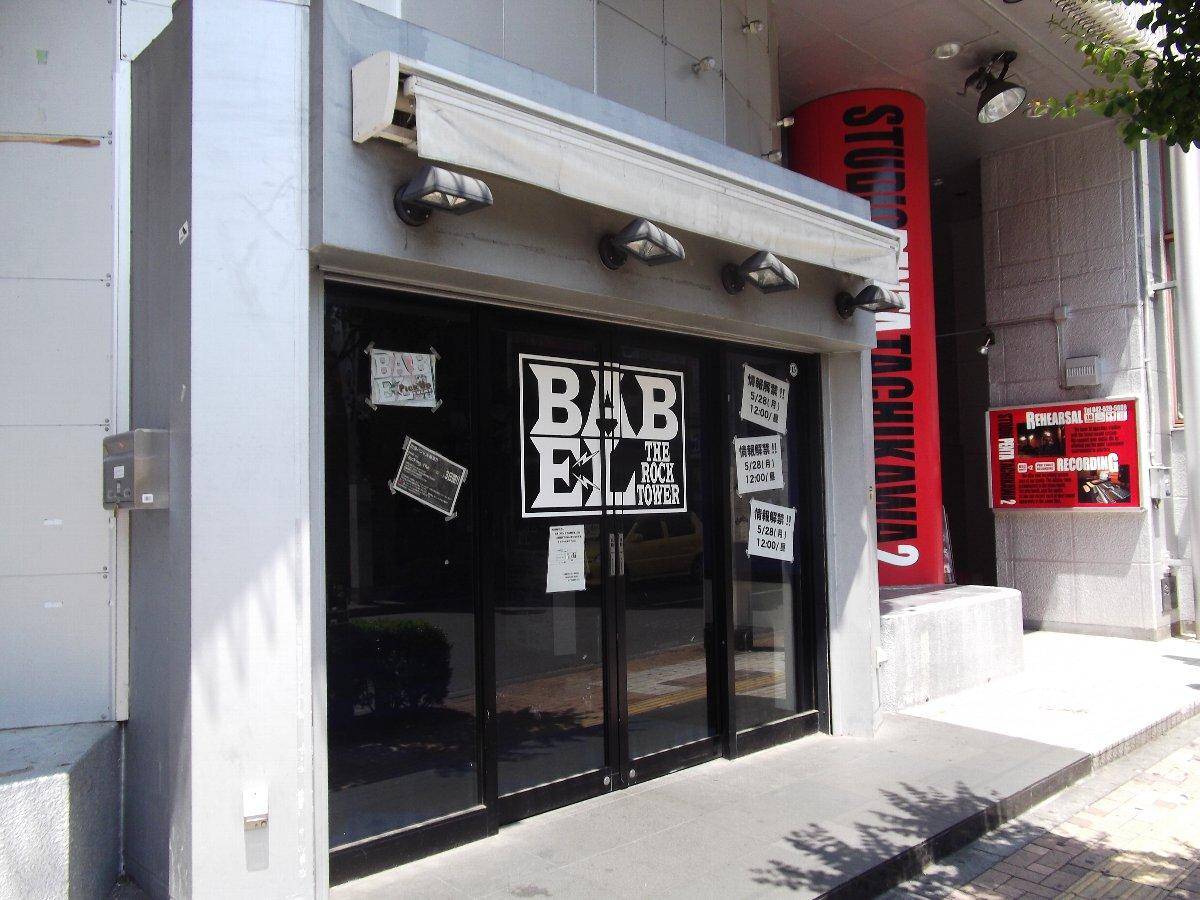
活動拠点の「立川BABEL」

2010年1月4日、東京都立東村山西高等学校の軽音楽部に所属していた4人により結成。東京都立川市のライブハウス「立川BABEL」を拠点に活動を開始し、同年12月には、神聖かまってちゃんが主催するライブイベントにも出演した。
2011年1月、自主制作のデモ音源「はじめまして」を発売。同年3月、自主制作によるミニ・アルバム「ブレーメンとあるく」を発表。同年10月、NATSUMENやチーナなど、日本人アーティストとともにカナダで開催された『Next Music from TOKYO vol 3』に参加、注目を集める（この後 NATSUMENのメンバーは、赤い公園をプロデュースしている）。複数のレコード会社による争奪戦の末にEMIミュージック・ジャパンと契約。
2012年2月15日、EMIミュージック・ジャパンよりミニ・アルバム「透明なのか黒なのか」をリリース、メジャー・デビューを果たした。同年10月9日、バンドの公式サイトにて、ギターの津野の体調不良により当面の活動を休止することを発表。
2013年3月1日、Ustreamに出演して活動を再開することを発表。同年6月5日リリースのSMAPのシングル「Joy!!」で、津野が作詞・作曲を担当、編曲は菅野よう子。
2017年7月3日、佐藤千明（Vo）が同年8月31日を以て脱退することを発表。佐藤は「7年の活動の中で自分の手に負えない程のズレが生じていることに気付いた。そのズレが迷いとして音楽にまで介入してきたとき、赤い公園のボーカルという使命に、限界を感じた」ことを脱退の理由としている。同年8月27日、Zepp DiverCity TOKYOで行われた「熱唱祭り」が4人体制での最後のライブとなった。
2018年5月4日、『VIVA LA ROCK 2018』に出演、新ボーカルを元・アイドルネッサンスの石野理子が務めることを発表した。石野の加入に伴い、同年より津野、藤本、歌川の3人は石野の所属事務所であるソニー・ミュージックアーティスツに移籍した。

### 津野の急逝、そして解散
2020年10月18日、津野米咲が急逝。
2021年3月1日、「津野米咲がいない赤い公園はもはや違うものになってしまうのではないか」という想いが大きくなり、同年5月28日に中野サンプラザで行われるラストライブをもって解散することを発表した。そして5月28日に、ラストライブ「THE PARK」を開催し解散した。

## メンバー

### 解散時のメンバー
津野米咲（つの まいさ）
ギター・コーラス担当。バンドのリーダー。
1991年10月2日生まれ。オリジナルメンバー唯一の上級生。他のメンバーからは“さん付け”で呼ばれている。
楽曲のソングライター及びプロデュースを手掛けるバンドの中心的存在。
他のアーティストの作品に演奏家として参加したり（タルトタタン、おおたえみりなど）、作詞・作曲・編曲などの楽曲制作を行ったり（SMAP、南波志帆など）と、幅広い音楽活動をしている。祖父・津野陽二も父・つのごうじも作曲家で祖母は宝塚出身、母はピアノ、上の兄はギターを弾けて2番目の兄はドラムを叩けるという音楽一家に育つ。
影響を受けた音楽家には、チャイコフスキーやジョン・ウィリアムズ、ジム・オルークを挙げている。
当初赤い公園に加入したのはサポート・ギタリストとしてであった。卒業後に家庭の事情で大阪に行くことになっていたこともあり、サポートはあくまで期間限定のはずだった。しかし、次第にメンバーたちと一緒にやることが楽しくなっていき、「ここで止めると後悔するな、続けられるものなら続けたい」と思うようになり、両親にはついて行かずに自分だけ残ることにした。
赤い公園に加入する前はシューゲイザーまがいのバンドをやっていて、東京事変の楽曲をキーボード無しで演奏したりしていた。その影響のためか、彼女の弾くギターはキーボードっぽいと言われる。その頃からもともと趣味で曲を作っていた。
自称“音楽オタク”。音楽を始めたきっかけは3、4歳から習っていたエレクトーンで、ギターは高1から始めた。吹奏楽の経験もある。両親や兄の影響でたくさんの音楽を聴いて育ち、幼少期にはカーペンターズ、サイモン&ガーファンクル、アース・ウィンド・アンド・ファイアー、ペイヴメント、小田和正、松任谷由実、Mr.Childrenなどのポップスだけでなく、チャイコフスキーやドビュッシーなどのバレエ音楽も聴いていた。ポップスが一番好きだが、フュージョンやジャズ、クラシックや現代音楽を含めて色々なジャンルの曲を聴いていた。しかし、ロックバンドの曲はあまり聴いていなかった。
赤い公園に加入する前に、現在のメンバーの中にギターではなくキーボードとしてサポートに入ったことがある。
アイドル好きで、特にハロー!プロジェクトの大ファンである。2016年にモーニング娘。'16に「泡沫サタデーナイト!」を提供し、ハロプロへ初めて楽曲提供を行った。最近のアイドルだけでなく松田聖子などの昔のアイドルも好きなので、職業作詞家による歌詞に惹かれる。
主に使用しているギターは白のストラトキャスター。このギターは津野が高校1年の時にアルバイトをして購入したもので、「白田トミ子」と命名されている。ブリッジ下に貼られたステッカーはかつて矢尾拓也（ex.パスピエ）や吉田雄介（tricot）らが所属したバンド”Bell Boy”のグッズである。
2020年10月18日、急逝。29歳没。
藤本ひかり（ふじもと ひかり）
ベース担当。
1992年10月31日（32歳）生まれ。
一部楽曲の作詞・作曲を行う。
音楽を始めたきっかけは中学生の頃に友人や先輩の影響でバンドに興味がわいたことで、幼少期には洋楽とヒップホップをよく聴いていた。メタルなどのような激しい音楽を好むが、邦楽も好き。
メタル好きの影響からか、歌ものの曲のベースとしてはありえないほどエフェクターをかけるので、アレンジの際にも皆でその特徴を活かすようにしている。
津野とともに、他のアーティスト（おおたえみりなど）のレコーディングにも参加する。
2011年8月まで赤い公園と兼任でハードコアバンドWorld In The Silenceでベーシストとして活動していたが、赤い公園のメジャー・デビューに伴い脱退。同バンドには後にNOCTURNAL BLOODLUSTに加入するDaichiも参加していた。
赤い公園解散後は秋山黄色、トミタ栞、君島大空、黒猫CHELSEA、粗品、Q.I.S.(北澤ゆうほ)などのライブサポートを中心に活動している。
2024年7月24日、自身が作詞・作曲し赤い公園でも演奏していた「スローモーションブルー」を、自身の歌唱（演奏は君島大空トリオ）にて収録し配信リリースした。
歌川菜穂（うたがわ なお）
ドラムス・コーラス担当。
1992年8月28日（32歳）生まれ。
音楽を始めたきっかけは、姉が習っていたエレクトーンを小1から小4まで嫌々習っていたこと。その後、小学5、6年の時に吹奏楽を教えてくれていた大学生の影響で音楽に興味を持ち始め、ドラムも吹奏楽から入った。その頃、特に聴いていた音楽はJ-POPやゲーム音楽全般だった。その後もポップスとゲームミュージックが好きで、最初はバンド系の音楽は全然知らなかった。
赤い公園解散後、シシド・カフカが主宰する音楽集団「el tempo（エル・テンポ）」に参加。
2021年8月28日、同年に入って結婚していたことを公表。
2022年2月22日、THE 2に加入。2023年5月に脱退。
石野理子（いしの りこ）
ボーカル担当。
2000年10月29日（24歳）生まれ。
2018年2月に解散したアイドルグループ、アイドルネッサンスの元メンバー。2018年5月4日、「VIVA LA ROCK 2018」出演時より加入。
小出祐介がBase Ball Bearのサポートメンバーとして参加した津野への「恩返し」として、石野を赤い公園の新ボーカル候補として紹介したことを2018年5月8日放送『アフター6ジャンクション』（TBSラジオ）で明かした。
赤い公園解散後はソロ活動とともに4人組バンドAoooのメンバーとしても活動している。

### 元メンバー
佐藤千明（さとう ちあき）
ボーカル・キーボード担当。
1993年1月14日（32歳）生まれ。オリジナルメンバー。藤本、歌川とは同級生である。
メンバー中では一番の高身長（173cm前後）。
ボーカルとして歌うのはこのバンドが初めて。バドミントン部だったが、もともと仲の良かったベースの藤本に声をかけられてバンドに加入することになった。
音楽を始めたきっかけはモーニング娘。で、小学生の頃はモーニング娘。になりたくて、歌や踊りに興味を持つようになった。J-POPと海外のティーンエイジャーが好みそうな洋楽とディズニー音楽が好きだったので、バンド系の音楽はあまり聴いていなかった。津野曰く「声が高級」。
2017年8月31日を以て赤い公園を脱退。名義を「チアキ」と改め、2018年4月より本格的にソロ活動を開始。
メンバーで唯一Twitterアカウントを持っていなかったが、脱退後に開設している（ブログは書いていた）。

## ディスコグラフィ

### メジャー

#### ミニ・アルバム
※『透明なのか黒なのか』と『ランドリーで漂白を』は対になっており、メジャーデビューミニアルバムの第1弾（上盤）と第2弾（下盤）という形式を取っている。収録曲は、上盤が奇数番のみ、下盤が偶数番のみという仕様になっている。両作とも津野がセルフ・プロデュースを担当した。

## タイアップ一覧
| 使用年 | 曲名                                 | タイアップ                                                                                           | 収録作品（初出）                                    |
| ------ | ------------------------------------ | --- | --------------------------------------------------- |
| 2012年 | のぞき穴                             | 関西テレビ「ヨルパチーノ・ドラマNEXT」枠ドラマ『呪報2405 ワタシが死ぬ理由』主題歌                    | 1stシングル「のぞき穴」                             |
| 2013年 | 交信                                 | TOYOTA×STUDIO4℃コラボレーションアニメプロジェクト「PES NEXT GENERATION」起用曲                       | 2ndシングル「今更/交信/さよならは言わない」         |
| 2013年 | めっちゃPON!~わりとPON!~やっぱりPON! | 日本テレビ系『PON!』10月〜12月度ジングル曲                                                           | 3rdシングル「風が知ってる/ひつじ屋さん」（通常盤）  |
| 2013年 | ひつじ屋さん                         | 日本出版販売配給映画『呪報2405 ワタシが死ぬ理由 劇場版』主題歌                                       | 3rdシングル「風が知ってる/ひつじ屋さん」            |
| 2014年 | 風が知ってる                         | UHFアニメ『とある飛空士への恋歌』エンディングテーマ                                                  | 3rdシングル「風が知ってる/ひつじ屋さん」            |
| 2014年 | 絶対的な関係                         | フジテレビ系 土ドラ『ロストデイズ』主題歌                                                            | 4thシングル「絶対的な関係/きっかけ/遠く遠く」       |
| 2014年 | サイダー                             | サイダー協会公式テーマソング                                                                         | 2ndアルバム「猛烈リトミック」                       |
| 2014年 | くるりん絵かき歌                     | 立川市公式キャラクター「くるりん」書き下ろし楽曲                                                     | 未収録                                              |
| 2015年 | もんだな(NINJA MIX)                  | アニメ『ニンジャスレイヤー フロムアニメイシヨン』配信版第14話エンディングテーマ                      | V.A「ニンジャスレイヤー フロムコンピレイシヨン 殺」 |
| 2016年 | 黄色い花                             | NHK Eテレ『グレーテルのかまど』エンディングテーマ                                                    | 3rdアルバム「純情ランドセル」                       |
| 2016年 | KOIKI                                | クラシエフーズ「爽快ミュージックキャンペーン」収録曲                                                 | 5thシングル「KOIKI」                                |
| 2017年 | 闇夜に提灯                           | TBS系「テッペン!・水ドラ!!」枠ドラマ『レンタルの恋』主題歌                                           | 7thシングル「闇夜に提灯」                           |
| 2017年 | 恋と嘘                               | TBS系『王様のブランチ』2017年4月度エンディングテーマ                                                 | 8thシングル「恋と嘘」                               |
| 2017年 | 恋と嘘                               | ロート製薬「肌ラボ」キャンペーンソング                                                               | 8thシングル「恋と嘘」                               |
| 2017年 | スーパーハッピーソング               | BSジャパン ドラマ『ワカコ酒 Season3』オープニングテーマ                                              | 8thシングル「恋と嘘」                               |
| 2020年 | 絶対零度                             | フジテレビ系「+Ultra」枠アニメ『空挺ドラゴンズ』エンディングテーマ                                   | 10thシングル「絶対零度」                            |
| 2020年 | yumeutsutsu                          | フジテレビ系『Love music』4月度オープニングテーマ                                                    | 5thアルバム「THE PARK」                             |
| 2020年 | yumeutsutsu                          | テレビ愛知『a-NN♪』4月度エンディングテーマ                                                           | 5thアルバム「THE PARK」                             |
| 2020年 | ジャンキー                           | FODオリジナルドラマ/フジテレビ系ドラマ『シックスティーン症候群』主題歌                               | 5thアルバム「THE PARK」                             |
| 2020年 | オレンジ                             | FODオリジナルドラマ/フジテレビ系「ブレイクマンデー24」枠ドラマ『時をかけるバンド』オープニングテーマ | 11thシングル「オレンジ/pray」                       |
| 2020年 | pray                                 | FODオリジナルドラマ/フジテレビ系「ブレイクマンデー24」枠ドラマ『時をかけるバンド』挿入歌             | 11thシングル「オレンジ/pray」                       |

## ヘビーローテーション/パワープレイ

### テレビ
| 放送年 | 曲名         | ヘビーローテーション/パワープレイ              | 収録作品（初出）                            |
| ------ | ------------ | ---------------------------------------------- | ------------------------------------------- |
| 2012年 | 透明         | スペースシャワーTV ミドルローテーション「it!」 | 1stミニアルバム「透明なのか黒なのか」       |
| 2013年 | 今更         | スペースシャワーTV 2013年7月度POWER PUSH!      | 2ndシングル「今更/交信/さよならは言わない」 |
| 2014年 | 風が知ってる | MUSIC ON! TV 2014年2月度M-ON! Recommend        | 3rdシングル「風が知ってる/ひつじ屋さん」    |
| 2017年 | 闇夜に提灯   | 石川テレビ『N-18 凸』2月の凸tune               | 7thシングル「闇夜に提灯」                   |

## 受賞・選出歴
iTunes
- iTunes『Japan Sound of 2012』（発表：2012年1月25日、作品：「透明」）[74]

SPACE SHOWER MUSIC AWARDS
- 『SPACE SHOWER MUSIC VIDEO REVIEW 2012』（発表：2012年7月20日、作品：「透明」）[75]
- 『第18回SPACE SHOWER MUSIC AWARDS』MVA BEST VIDEO『今更』 - 選出[76]
- 『第19回SPACE SHOWER MUSIC AWARDS』MVA BEST VIDEO『絶対的な関係』 -選出[77]

日本レコード大賞
- 第56回日本レコード大賞（2014年） - 優秀アルバム賞「猛烈リトミック」

## 出演

### ラジオ
- 赤い公園・津野米咲のKOIKIなPOP・ROCKパラダイス（2016年4月6日 - 2020年11月18日、NHK-FM） - 津野のみ
- 赤い公園のオールナイトニッポン0(ZERO)（2014年9月29日 - 2015年3月23日、ニッポン放送）

### 連載
- TOWER RECORDS ONLINE「お気に入りリレー」（2012年2月 - 3月、タワーレコード）
- WHAT's IN?「赤い公園 佐藤千明（ちーちゃん）の人生すべり台」（2012年8月号 - 2016年3月に休刊。詳細は不明、エムオン・エンタテインメント）
- CUTiE「赤い公園のバンT着ようぜ!（仮）」（2012年10月号 - 2015年9月に休刊、詳細は不明。宝島社）

### WEB
- おとちぇき!!（2012年5月2日、ニコニコ生放送）

### アプリ
- ROCKFun（2012年6月19日 - 。配信終了。EMIミュージック・ジャパン・ビクターエンタテインメント）
- jubeat plus「赤い公園 pack」（2012年6月29日、コナミデジタルエンタテインメント）
  - 「塊」、「透明」、「ナンバーシックス」、「ランドリー」を収録。

## ライブ・出演イベント

### ライブツアー
| 日程                | タイトル                                                                                      | 会場 | 備考                                         |  |
| 2013年              | 2013年                                                                                        | 2013年 | 2013年                                       |  |
| ------------------- | --------------------------------------------------------------------------------------------- | --- | -------------------------------------------- |  |
| 10月26日 - 11月23日 | 赤い公園ワンマンツアー2013 「いざ、公園デビュー～トトトツーツーツートトト～」                 | 10月26日 仙台 LIVE HOUSE enn 2nd 11月3日 広島 CAVE-BE 11月4日 福岡 DRUM SON 11月8日 大阪 Shangri-La 11月15日 名古屋 APOLLO THEATER 11月23日 東京 キネマ倶楽部 |                                              |  |
| 2014年              |                                                                                               | |                                              |  |
| 6月27日 - 6月29日   | 赤い公園プチワンマンツアー2014 「ドライブがてらにライブします。バンドだもん！?大阪＆名古屋?」 | 6月27日 大阪 JANUS 6月29日 名古屋 APOLLO BASE |                                              |  |
| 10月24日 - 11月23日 | 赤い公園マンマンツアー2014 「～お風呂にする？ご飯にする？それとも、リトミックにする？～」     | 10月24日 福岡 DRUM Be-1 10月31日 名古屋 CLUB QUATTRO 11月3日 大阪 umeda AKASO 11月23日 東京 EX THEATER ROPPONGI |                                              |  |
| 2015年              |                                                                                               | |                                              |  |
| 5月5日 - 5月28日    | 赤い公園マンマンツアー2015 初夏 「～迫る！初っ夏ー！～」                                      | 5月5日 札幌 COLONY 5月7日 仙台 LIVE HOUSE enn 2nd 5月11日 京都 磔磔 5月13日 金沢 vanvanV4 5月14日 新潟 RIVERST 5月18日 名古屋 CLUB QUATTRO 5月20日 高松 DIME 5月21日 岡山 CRAZY MAMA 2nd Room 5月23日 福岡 DRUM Be-1 5月25日 広島 CAVE-ME 5月28日 新木場 STUDIO COAST |                                              |  |
| 11月2日 - 11月6日   | 赤い公園対バンツアー2015 「http://KOIKI/NAMAIKI/EKOHI-KI.com/」                               | 11月2日 名古屋 CLUB QUATTRO (w/SAKANAMON) 11月3日 大阪 umeda AKASO (w/tricot) 11月6日 恵比寿 LIQUIDROOM (w/LEGO BIG MORL) |                                              |  |
| 2016年              |                                                                                               | |                                              |  |
| 4月23日 - 6月16日   | 赤い公園マンマンツアー2016 「～咲き乱れNight?～」                                             | 4月23日 水戸 mito LIGHT HOUSE 4月28日 静岡 LiveHouse 浜松 窓枠 5月1日 高知 X-pt. 5月2日 高松 DIME 5月7日 仙台 MACANA 5月8日 盛岡 the five morioka 5月11日 新潟 CLUB RIVERST 5月13日 金沢 vanvanV4 5月20日 名古屋 ElectricLadyLand 5月22日 広島 SECOND CRUTCH 5月27日 大阪 BIGCAT 6月1日 岡山 IMAGE 6月3日 福岡 DRUM Be-1 6月10日 札幌 cube garden 6月12日 旭川 CASINO DRIVE 6月16日 東京 Zepp DiverCity TOKYO                                                                            |                                              |  |
| 2019年              |                                                                                               | |                                              |  |
| 3月5日 - 4月21日    | Re: First One Man Tour 2019                                                                   | 3月5日 下北沢 GARAGE 3月9日 広島 CAVE-BE 3月11日 鹿児島 SR HALL 3月12日 熊本 B.9 V2 3月18日 長野 LIVE HOUSE J 3月19日 静岡 UMBER 3月23日 徳島 club GRINDHOUSE 3月24日 神戸 VARIT. 4月6日 盛岡 the five morioka 4月7日 福島 Out Line 4月13日 四日市 CLUB CHAOS 4月14日 福井 CHOP 4月20日 水戸 club SONIC mito 4月21日 宇都宮 HELLO DOLLY |                                              |  |
| 11月2日 - 12月25日  | FUYU TOUR 2019 “Yo-Ho”                                                                        | 11月2日 広島 SECOND CRUTCH 11月10日 東京 EX THEATER ROPPONGI 11月17日 札幌 COLONY 11月22日 大阪 umeda TRAD 11月30日 福岡 DRUM SON 12月1日 岡山 YEBISU YA PRO 12月7日 仙台 LIVE HOUSE enn 2nd 12月8日 青森 Quarter 12月20日 名古屋 CLUB QUATTRO 12月22日 高松 DIME 12月25日 金沢 AZ |                                              |  |
| 2020年              |                                                                                               | |                                              |  |
| 5月8日 - 7月19日    | SHOKA TOUR 2020 “THE PARK”                                                                    | 5月8日 東京 LINE CUBE SHIBUYA (中止) 5月17日 静岡 UMBER (中止) 5月24日 埼玉 HEAVEN’S ROCK Kumagaya VJ-1 (中止) 5月30日 松本 Sound Hall a.C (中止) 5月31日 新潟 GOLDEN PIGS RED STAGE (中止) 6月7日 広島 SECOND CRUTCH (中止) 6月14日 高松 DIME (中止) 6月20日 福岡 DRUM SON (中止) 6月21日 鹿児島 SR HALL (中止) 6月27日 札幌 cube garden (中止) 7月3日 大阪 umeda TRAD (中止) 7月11日 名古屋 CLUB QUATTRO (中止) 7月18日 盛岡 club change wave (中止) 7月19日 仙台 CLUB JUNK BOX (中止) | 新型コロナウイルスの影響により全公演開催中止 |  |

### 自主企画ライブ
太字はワンマンライブ
| 日程     | タイトル                                                                              | 会場                                  | 備考                                                                                         |
| 2011年   | 2011年                                                                                | 2011年                                | 2011年                                                                                       |
| -------- | ------------------------------------------------------------------------------------- | ------------------------------------- | -------------------------------------------------------------------------------------------- |
| 5月19日  | こめさく&BABEL pre もぎもぎカーニバル vol.2                                           | 立川BABEL                             | miniscoop、momuris、ゆう、青空ハニー、theHaRuKiGeNiAが出演                                   |
| 6月25日  | 赤い公園 presents のぞき穴1                                                           | 立川BABEL                             | 劇★場ゲルニカ、THIS IS PANIC、ハイスイノナサ、The SALOVERSが出演                             |
| 10月29日 | 赤い公園×新宿紅布PRESENTS のぞき穴2                                                   | 新宿紅布                              | トックリポックリ、MOROHAが出演                                                               |
| 2012年   |                                                                                       |                                       |                                                                                              |
| 4月6日   | 「透明なのか黒なのか」リリース記念公演                                                | 渋谷WWW                               | NATSUMENがゲスト出演                                                                         |
| 7月1日   | 「ランドリーで漂白を」リリース記念公演                                                | 梅田Shangri-La                        | チーナがゲスト出演                                                                           |
| 7月21日  | 「ランドリーで漂白を」リリース記念公演                                                | 代官山UNIT                            | チーナがゲスト出演                                                                           |
| 9月10日  | The SALOVERS/赤い公園ライブ                                                           | clubSONICiwaki                        | 津野の体調不良により中止                                                                     |
| 10月26日 | のぞき穴 vol.3                                                                        | 目黒鹿鳴館                            | 津野の体調不良により中止                                                                     |
| 2013年   |                                                                                       |                                       |                                                                                              |
| 5月5日   | 大復活祭「今更帰って来た!!赤い公園!!～タブーを犯したオンナたち～」                    | 渋谷CLUB QUATTRO                      |                                                                                              |
| 5月15日  | 大復活祭「今更帰って来た!!赤い公園!!～タブーを犯したオンナたち～」                    | 名古屋CLUB ROCK'N'ROLL                | Hello Sleepwalkersが出演                                                                     |
| 5月16日  | 大復活祭「今更帰って来た!!赤い公園!!～タブーを犯したオンナたち～」                    | 大阪LIVE HOUSE Pangea                 | Hello Sleepwalkersが出演                                                                     |
| 8月14日  | アルバム発売記念イベント「公園デビューしてくれるかな？いいとも！」                    | 新宿ステーションスクエア              |                                                                                              |
| 2014年   |                                                                                       |                                       |                                                                                              |
| 3月16日  | 「絶対的な関係/きっかけ/遠く遠く」発売記念フリーライブ                                | 立川タカシマヤ1階パレスホテル口前広場 |                                                                                              |
| 3月27日  | ～赤鬼VS藍鬼VS栗鬼～                                                                  | 恵比寿 LIQUIDROOM                     | 藍坊主、クリープハイプとの3マン                                                              |
| 2015年   |                                                                                       |                                       |                                                                                              |
| 1月5日   | こめさくpresents～もぎもぎカーニバル～復刻版                                          | 立川BABEL                             | アカシック、しなまゆ、セプテンバーミー、HALLUCI GENIA、指先ノハクが出演                      |
| 2016年   |                                                                                       |                                       |                                                                                              |
| 1月4日   | こめさくpresents～もぎもぎカーニバル～復刻版～6歳おめでとう！～                       | 立川BABEL                             | リーガルリリー、リディキュラスラビッシュ！、挫・人間、撃鉄が出演                             |
| 12月3日  | パレい公園～赤いろの雨～                                                              | 大阪BIG CAT                           | 雨のパレードとの2マン                                                                        |
| 2017年   |                                                                                       |                                       |                                                                                              |
| 1月4日   | こめさくpresents～もぎもぎカーニバル～復刻版                                          | 立川BABEL                             | 爆弾ジョニー、Official髭男dism、泥黒が出演                                                   |
| 8月29日  | 熱唱祭り                                                                              | Zepp DiverCity TOKYO                  | このライブをもって佐藤が脱退                                                                 |
| 2018年   |                                                                                       |                                       |                                                                                              |
| 1月4日   | こめさくpresents～もぎもぎカーニバル～特別版 赤い公園ワンマンライブ2018☆はじめまして☆ | 立川BABEL                             | 3人体制での出演                                                                              |
| 2019年   |                                                                                       |                                       |                                                                                              |
| 1月4日   | こめさくpresentsもぎもぎカーニバル復刻版2019                                          | 立川BABEL                             | 踊Foot Works、2が出演                                                                        |
| 2020年   |                                                                                       |                                       |                                                                                              |
| 1月4日   | こめさくpresents もぎもぎカーニバル復刻版2020                                         | 立川BABEL                             | ジオラマラジオ、高井息吹、どんぐりずが出演                                                   |
| 2021年   |                                                                                       |                                       |                                                                                              |
| 5月28日  | 赤い公園 THE LAST LIVE 「THE PARK」                                                   | 中野サンプラザ                        | 小出祐介（gt/Base Ball Bear）、キダ モティフォ（gt/tricot）、堀向彦輝（key）がサポートで出演 |